# Bolla (mariposa)
Bolla es un género de lepidópteros ditrisios de la subfamilia Pyrginae  dentro de la familia Hesperiidae. Se encuentra en México hasta Sudamérica.

## Especies
Lista de especies.
- Bolla antha Evans, 1953
- Bolla atahuallpai (Lindsey, 1925) – Atahuallpa Bolla
- Bolla boliviensis (Bell, 1937) – Bolivian Bolla
- Bolla brennus (Godman & Salvin, [1896]) – Obscure Bolla
- Bolla catharina (Bell, 1937)
- Bolla clytius (Godman & Salvin, [1897]) – Mottled Bolla
- Bolla cupreiceps (Mabille, 1891) – Gold-headed Bolla, Golden-headed Bolla
- Bolla cybele Evans, 1953 – Veracruz Bolla
- Bolla cyclops (Mabille, 1877) – Cyclops Bolla
- Bolla cylindus (Godman & Salvin, [1896]) – Green Bolla
- Bolla dorsolaciniae Steinhauser, 1989
- Bolla eusebius (Plötz, 1884) – Spatulate Sootywing, Mauve Bolla
- Bolla evippe (Godman & Salvin, [1896]) – Salvin's Bolla
- Bolla fenestra Steinhauser, 1991 – Oaxacan Bolla
- Bolla giselus (Mabille, 1883) – Variable Bolla
- Bolla litus (Dyar, 1912) – Many-spotted Bolla
- Bolla mancoi (Lindsey, 1925)
- Bolla morona (Bell, 1940)
- Bolla nigerrima Mabille & Boullet, 1917
- Bolla oiclus (Mabille, 1889) – Rounded Bolla
- Bolla orsines (Godman & Salvin, [1896]) – Goodman's Bolla
- Bolla phylo Mabille, 1903
- Bolla saletas (Godman & Salvin, [1896]) – Coppery Bolla
- Bolla solitaria Steinhauser, 1991 – Solitary Bolla
- Bolla sonda Evans, 1953 – Evans' Bolla
- Bolla subapicatus (Schaus, 1902) – Pine-oak Bolla
- Bolla zora Evans, 1953
- Bolla zorilla (Plötz, 1886) – Shining Bolla